# Andal Ampatuan Sr.
Andal Ampatuan Sr. (1940/1941 - 17 de julho de 2015) foi um político filipino que foi o principal suspeito do massacre de Maguindanao. Ele era o patriarca da família política Ampatuan na província de Maguindanao, na ilha de Mindanao, nas Filipinas. Foi eleito governador de Maguindanao em 2001, derrotando o governador em exercício Zacaria Candao.

## Carreira política
Ampatuan era vice-prefeito quando o presidente Ferdinand Marcos o nomeou prefeito e oficial encarregado de Maganoy (atualmente Shariff Aguak). Quando Corazon Aquino chegou ao poder através da Revolução do Poder Popular em 1986, ela substituiu todos os funcionários eleitos localmente por oficiais encarregados. Ampatuan Sr. foi substituído por outro Ampatuan, Datu Modi, que serviu por dois anos nessa posição.
Após as eleições locais de 1988, Andal Ampatuan Sr. serviu como prefeito por dez anos. Nas eleições de 2001, Andal Sr. foi eleito governador.
Em 2001, o clã Ampatuan consolidou sua posição no poder por meio de uma estreita amizade com Gloria Macapagal Arroyo, quando ela assumiu a presidência após a Segunda Revolução do Poder Popular. Em 2006, a Arroyo emitiu uma ordem executiva legalizando os "exércitos" privados informais mantidos por clãs políticos como os Ampatuans, permitindo que operassem com autoridades locais e a polícia para auxiliar no combate a insurgentes, mas, por extensão, legitimando seu uso como meio de controle local. A Ordem Executiva foi emitida logo após uma tentativa de assassinato de Andal Ampatuan Sr. Assim, o clã Ampatuan apoiaria abertamente Arroyo nas campanhas eleitorais em retribuição. Houve, inclusive, especulações de que a familia esteve envolvida em fraudes eleitorais em Maguindanao e outras províncias de Mindanao para favorecer Arroyo.

## Papel no massacre de Maguindanao
Os filhos de Ampatuan, Zaldy Ampatuan e Andal Ampatuan Jr., são ambos membros de seu clã político. Andal Ampatuan Jr. ganhou destaque internacional em novembro de 2009 como o principal suspeito do massacre de Maguindanao. Como resultado, os três Ampatuan foram expulsos do partido político Lakas–Kampi–CMD, da presidente Arroyo.
Em 2011, Ampatuan Sr. se declarou inocente em tribunal das acusações de ter supervisionado o massacre.
No entanto, antes da conclusão do processo judicial, faleceu em 17 de julho de 2015, na Cidade de Quezon, após entrar em coma devido a um ataque cardíaco.